# 가회톱
가회톱은 포도과의 낙엽 덩굴나무이다. 길이 2m 이상 벋으며 갈색의 덩이뿌리가 있다. 잎은 겹잎인데 어긋나고 손바닥 모양으로 3∼5개로 갈라진다. 작은잎은 다시 3개로 갈라지며 잎 가장자리에 드문드문 톱니가 난다. 잎축과 마디에는 날개가 있으며 털은 없다. 꽃은 양성화로 6∼7월에 연한 노란색 꽃이 취산꽃차례로 핀다. 꽃받침은 5개로 갈라지고 꽃잎과 수술은 각각 5개씩이며 1개의 암술이 있다. 열매는 장과로 지름 5~7mm이고 9∼10월에 익는다.